# Przytyk

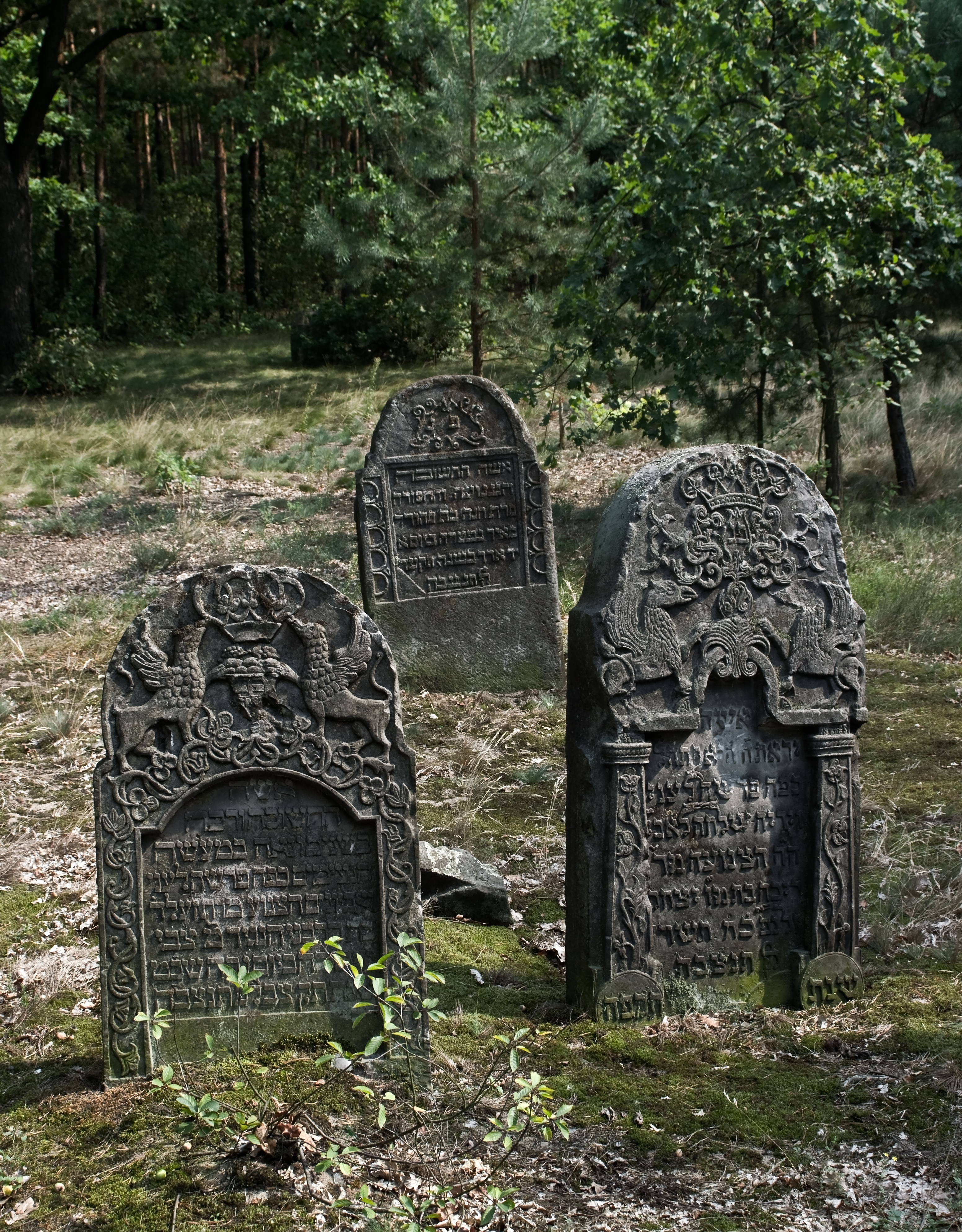
Jüdischer Friedhof Przytyk

Przytyk (jiddisch פשיטיק) ist eine Stadt im Powiat Radomski der Woiwodschaft Masowien in Polen. Es ist Sitz der gleichnamigen Stadt-und-Land-Gemeinde mit 7290 Einwohnern (Stand 31. Dezember 2020).
Die Stadt liegt 20 Kilometer westlich von Radom und 84 km südlich von Warschau. 2006 hatte Przytyk 990 Einwohner.

## Geschichte
Der Ort wurde im Jahr 1333 gegründet und hatte von 1333 bis 1869 Stadtrechte, Stadtgründer war Piotr Podlodowski (Piotr z Podlodowa). In der Zeit der Invasion der Schweden (1655–1660) wurde Przytyk völlig zerstört.
1834 eröffnete die Regierung des russisch-kontrollierten konstitutionellen Königreichs Polen (Kongresspolen) eine neue Straße von Warschau nach Krakau (über Radom), die durch Przytyk führte. 1869, als Strafe für den Januaraufstand, verlor Przytyk mit Wirkung zum 13. Januar 1870 die Stadtrechte. Eine Feuersbrunst zerstörte das Dorf 1895 vollständig, 4000 Bewohner waren obdachlos, nur die Kirche blieb unversehrt.
In der Zeit der Zweiten Polnischen Republik gehörte Przytyk zur Woiwodschaft Kielce. Vom 7. bis 9. März 1936 wurde Przytyk Tatort eines antisemitischen Pogroms, über den der später im Ghetto Krakau ermordete Poet Mordechai Gebirtig ein Gedicht und Lied schuf (S’brent! briderlech, s’brent!). Vor dem Holocaust waren ungefähr 80 % der Einwohner Przytyks Juden, von denen die meisten nicht überlebten.
Im März 1941 wurden Przytyk und Umgebung in ein Trainingszentrum der deutschen Luftwaffe umgewandelt. Alle Bewohner hatten das Dorf zu verlassen und alle Häuser bis auf die Kirche wurden zerstört. Die Zerstörung auch der Kirche wurde am 8. September 1944 angeordnet, konnte aber nicht mehr ausgeführt werden. Als Ergebnis der deutschen Besatzung gibt es im heutigen Przytyk kein altes Haus. Zum 1. Januar 2024 wurde Przytyk wieder zur Stadt erhoben.

## Gemeinde
Zur Stadt-und-Land-Gemeinde (gmina miejsko-wiejska) Przytyk gehören die Stadt selbst und 25 weitere Dörfer mit Schulzenämtern (sołectwa).